# رجال وسط الحريم (مسلسل)
 رجال وسط الحريم 
رجال وسط الحريم مسلسل خليجي كوميدي سيت كوم اجتماعي من تأليف: ضيف الله زيد وهو عن المسلسل المصري راجل وست ستات ومن إخراج: شيرويت عادل ومن الاشراف: اسد فولادكار ومن بطولة: محمد الصيرفي وانتصار الشراح وسعاد على ومحمد جابر ومروة محمد وإبتسام عبد الله ومسك واحمد العونان والطفلة دانة. تدور أحداث المسلسل حول "مبارك" رجل يعيش مع زوجته وابنته وأمه وأخته وأم زوجته وأخت زوجته في منزل واحد ويسلط المسلسل الضوء على مشاكل المجتمع الخليجي وعرض المسلسل في رمضان 2012 على قناة ابوظبي وosnياهلاhd